# چروو (کلرادو)
چروو (به انگلیسی: Cheraw) شهری در ایالت کلرادو کشور ایالات متحده آمریکا است که جمعیت آن در سرشماری سال ۲۰۱۰ میلادی، ۲۵۲ نفر بوده‌است.